# A másik Boleyn lány (film, 2008)
A másik Boleyn lány (The Other Boleyn Girl) 2008-ban bemutatott amerikai–brit filmdráma Philippa Gregory azonos című könyve alapján. A főbb szerepekben Natalie Portman, Scarlett Johansson és Eric Bana látható.
Világpremierje a 2008-as berlini filmfesztiválon volt február 15-én. Az észak-amerikai mozikban 2008. február 29-én került mozikba, Magyarországon pedig június 5-én mutatták be.

## Cselekmény
|  | Alább a cselekmény részletei következnek! |

A Boleyn lányok bácsikája, Norfolk hercege rendkívüli lehetőséggel kecsegtetve érkezik rokonaihoz: VIII. Henrik felesége, Catherine nem képes megajándékozni férjét fiú trónörökössel, így a király ágyasok felé kacsintgat. Ha a még férjezetlen Anne válna Henrik szeretőjévé, a Boleyn-család rangra és elismertségre emelkedhetne, Anne pedig előkelőbb kérők közül válogathat, ha a király majd lemond szolgálatairól. A herceg és sógora, Thomas Boleyn igyekeznek Henrik figyelmét Anne felé terelni, mikor az uralkodó látogatóba érkezik vidékükre. Egy vadászat során azonban Anne vakmerősége miatt a király leesik lováról, s a másik Boleyn lány, Mary, William Carey felesége ápolja. A király első pillantásra vonzalmat érez iránta, s hamarosan az egész családot udvarába rendeli, ahol Maryt hálójába hívja, míg férjét messzeföldi munkával bízza meg. Mialatt Mary apja örvendez a dolgok alakulásán, a lázadó szellemű Anne titokban hozzámegy a már jegyben járó Henry Percy nemes fiatalemberhez, amit megoszt öccsével, George-dzsal is. Mikor az ifjú elárulja a tiltott frigyet Marynek, a lány aggódva afelől, hogy a király engedélye nélkül született nemesi házasság tönkretenné a család hírnevét, apjához fordul. Mikor kiderül, hogy nászukat meg is pecsételték, Anne-t bácsikája a francia királynéhoz küldi száműzetésbe.
A Boleyn-család jövője biztosítottnak látszik, mikor Mary teherbe esik. Mikor kis híján elvetél, és így a király ágyhoz köti, Norfolk hercege visszahívatja Anne-t az udvarba, hogy a király Maryről elvándorló figyelme rávetüljön. Anne abbéli törekvései, hogy elcsábítsa Henriket, sikeresnek mutatkoznak. Kifinomultabban és kiművelten áll a király elé, s azzal, hogy nem adja oda neki magát, folyamatosan fenntartja érdeklődését, ami végül egy ígéretben teljesedik ki: ha Henrik megszabadul feleségétől és nem beszél többé Maryvel, reményt táplálhat arra nézve, hogy egyszer birtokba veheti Anne-t. E szóbeli szerződés éppen akkor születik, mikor Mary egészséges fiúgyermeknek ad életet, s így érdeme elhomályosul.
Anne maga közli húgával, hogy vissza kell térni vidékre, mert a király már nem tart igényt rá. Az ambiciózus nő folytatja Henrik ostromlásának visszaverését, mígnem a király kétségeket kiváltó módon elválik Catherine-től és ígéretet tesz rá, hogy elveszi Anne-t. Múltbéli rövid, titokban tartott házassága azonban kísérteni kezdi Anne-t a múltból, ezért Mary, az egyetlen Boleyn, akinek szavában Henrik megbízik, visszatér az udvarba és kiáll nővéréért. Anne azt kéri tőle, maradjon mellette. Az utolsó akadály elhárulása ellenére Anne folytatja Henrik manipulálását, egészen addig, míg a király visszanyeri méltóságát és letámadja a nőt. Anne-t okolja Anglia és a római katolikus egyház elszakadásáért, s erőszakkal teszi magáévá. A várandós Anne Anglia királynője lesz, mikor azonban lánynak ad életet, akit Elizabethnek nevez el, férje anyja után, a házassága zátonyra fut. Mikor második magzatával elvetél, kétségbeesésében George-ot kéri arra, hogy ejtse teherbe. Elborzadva nővére ötletétől, Mary elhagyja az udvart. Anne és George azonban képtelen a vérfertőzésre, ám a fiatalember elhanyagolt felesége, Jane éppen annyit lát kettejük találkozásából, ami elegendő arra, hogy gyanút fogjon. Henrikhez fordul, így George-ot és Anne-t perbe fogják árulásért, házasságtörésért és vérfertőzésért, s kivégzésre ítélik őket. Mikor Mary értesül róla, milyen sors vár testvéreire, újból az udvarba megy, s az ítélet végrehajtása előtt álló Anne megkíméléséért könyörög Henriknek. A férfi elsőre megenyhülni látszik, azonban mégsem állítja meg a kivégzést, Maryhez pedig levelet intéz, amelyben felszólítja, hogy többé ne jöjjön az udvarba, mert az az életébe kerülhet. Mary eleget téve nővére utolsó kívánságának, magához veszi csecsemő unokahúgát, akiből később Anglia 45 éven át uralkodó királynője lesz.
|  | Itt a vége a cselekmény részletezésének! |

## Szereplők
| Szerep                        | Színész                 | Magyar hang     | Megjegyzés |
| ----------------------------- | ----------------------- | --------------- | --- |
| Boleyn Anna                   | Natalie Portman         | Zsigmond Tamara | A Boleynek idősebbik lánya, aki előtt nagy lehetőség nyílik a család nevének felvirágoztatására a király ágyasaként.                              |
| Boleyn Mária                  | Scarlett Johansson      | Csondor Kata    | Anne frissen férjhez adott húga, aki inkább kelti fel a király érdeklődését. A valóságban ő volt az idősebb és ő töltött időt a francia udvarban. |
| VIII. Henrik                  | Eric Bana               | László Zsolt    | Anglia fiú utód nélküli uralkodója. |
| Boleyn György                 | Jim Sturgess            | Csőre Gábor     | Anne és Mary fiútestvére. |
| Boleyn Tamás                  | Mark Rylance            | Csankó Zoltán   | A Boleyn lányok vagyonra és rangra vágyó apja. |
| Boleyn Erzsébet               | Kristin Scott Thomas    | Kovács Nóra     | A Boleyn lányok édesanyja. |
| Howard Tamás, Norfolk hercege | David Morrissey         | Máté Gábor      | Norfolk harmadik hercege, Elizabeth testvére. |
| William Carey                 | Benedict Cumberbatch    | Stern Dániel    | |
| Henry Percy                   | Oliver Coleman          |                 | |
| Aragóniai Katalin             | Ana Torrent             | Radó Denise     | |
| William Stafford              | Eddie Redmayne          | Hamvas Dániel   | |
| Lovas                         | Tom Cox                 |                 | |
| Orvos                         | Michael Smiley          |                 | |
| Udvarhölgy                    | Montserrat Roig de Puig |                 | |
| Jane Parker                   | Juno Temple             |                 | |
| Thomas Cromwell               | Iain Mitchell           | Kajtár Róbert   | |
| Francis Weston                | Andrew Garfield         |                 | |
| Brandon                       | Lewis Jones             |                 | |
| Jane Seymour                  | Corinne Galloway        |                 | |
| A király küldönce             | Alfie Allen             | Szvetlov Balázs | |
| Bába                          | Joanna Scanlan          | Némedi Mari     | |

## Háttér
A film munkálatai 2006 szeptemberétől december 13-áig tartottak, de plusz felvételekre is sor került 2007. augusztus 30. és szeptember 22. között. A forgatás teljes egészében Anglia területén zajlott; a somerseti, kenti, cornwalli, gloucestershire-i, cambridgeshire-i, derbyshire-i és wiltshire-i helyszínek mellett a stáb a Pinewood Studiosban is megfordult. Az eredeti regény szerzője, Philippa Geggory konzultánsként vett részt a produkcióban.

## Fogadtatás
A filmet felemásan fogadták a kritikusok. A Rotten Tomatoes oldalán a több mint 130 visszajelzés 41%-a pozitív kicsengésű, azzal a konszenzussal, hogy a film „sokkal inkább szappanopera, semmint történelmi dráma.”
A könyvet ért bírálatok Boleyn Anna ábrázolása miatt a film esetében is megmutatkoztak, s emellett egyes brit sajtóorgánumok azért is neheztelésüknek adtak hangot, mert a történelmi brit alakokat egy amerikai (Johansson), egy izraeli (Portman) és egy ausztrál (Bana)  születésű színész alakítja. A kritizálók között volt David Starkey veterán akadémikus és műsorvezető, számos, a Tudorokkal foglalkozó bestseller szerzője. Johansson visszautasította az ellenzőket, mondván, az ő egyetlen fenntartása a filmmel kapcsolatban a melodramatikus történetvezetés volt.